# Bassovy ostrovy

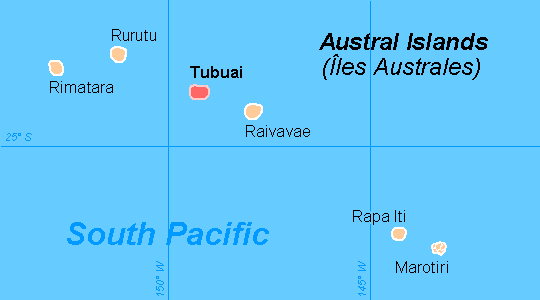
Bassovy ostrovy a jejich poloha jako nejjižnější součásti Jižního souostroví

Bassovy ostrovy (francouzsky Îles (de) Bass, případně Îlots (de) Bass) je souostroví, skládající se z ostrova Rapa Iti a skalisek Marotiri (známých též pod názvem Bassova skaliska).
Ostrovy jsou nejjižnějším územím Jižního souostroví, objeveny byly Georgem Vancouverem (Rapa Iti v roce 1791) a Georgem Bassem (Marotiri v roce 1800).